# Ленчноволя
Ленчноволя (пол. Łęcznowola) — село в Польщі, у гміні Збучин Седлецького повіту Мазовецького воєводства.
Населення — 260 осіб (2011).
У 1975—1998 роках село належало до Седлецького воєводства.

## Демографія
Демографічна структура станом на 31 березня 2011 року:
|          | Загалом | Допрацездатний вік | Працездатний вік | Постпрацездатний вік |
| -------- | ------- | ------------------ | ---------------- | -------------------- |
| Чоловіки | 147     | 44                 | 85               | 18                   |
| Жінки    | 113     | 24                 | 57               | 32                   |
| Разом    | 260     | 68                 | 142              | 50                   |